# Списак улица Београда
Следећи списак садржи називе улица у Београду:
|  |  |  |  |  |  |  |  |  |  |  |  |  |  |  |  |  |  |  |  |  |  |  |  |  |  |  |  |  |  |

## 0-9
- 1. сокаче - Звездара
- 13. октобра - Раковица
- 1300 каплара - Стари град
- 14. децембра - Врачар, нови назив Цара Николаја II
- 16. октобра - Звездара
- 17. октобра - Раковица
- 2. сокаче - Звездара
- 20. октобра - Звездара
- 21. дивизије - Звездара
- 21. маја - Раковица
- 22. октобра - Земун
- 23. српске ударне дивизије - Вождовац
- 27. марта (Мали мокри луг) - Звездара
- 27. марта - Палилула
- 29. новембра - Стари град, нови назив Булевар деспота Стефана
- 3. сокаче - Звездара
- 4. сокаче - Звездара
- 5. сокаче - Звездара
- 6. априла - Звездара
- 6. личке дивизије - Раковица
- 6. сокаче - Звездара
- 7. јула - Звездара
- 7. сокаче - Звездара
- 8. сокаче - Звездара

|  |  |  |  |  |  |  |  |  |  |  |  |  |  |  |  |  |  |  |  |  |  |  |  |  |  |  |  |  |  |

## А
- Абердарева - Палилула
- Авалска - Врачар (нови назив Николаја Краснова)
- Авалска - Чукарица
- Авде Карабеговића - Врачар
- Ада Хуја - Палилула
- Адама Прибићевића - Земун
- Адмирала Вуковића - Вождовац
- Адмирала Гепрата - Савски венац
- Азањска - Палилула
- Ајзенштајнова - Чукарица
- Академска - Земун
- Акробате Алексића - Земун
- Аласка - Земун
- Албанска - Земун
- Албанске споменице - Палилула
- Александра Глишића - Савски венац
- Александра Дерока - Звездара
- Александра Стамболијског - Савски венац
- Александра Флеминга - Палилула
- Алексе Бачванског - Савски венац
- Алексе Дејовића - Звездара, нови назив Митрополита Мраовића
- Алексе Дундића - Нови Београд
- Алексе Ненадовића - Врачар
- Алексиначка - Вождовац
- Алексиначких рудара - Нови Београд
- Алибунарска - Палилула
- Аљехинова - Чукарица
- Анастаса Јовановића - Врачар
- Андре Николића - Савски венац
- Андрићев венац - Стари град
- Ане Ахматове - Чукарица
- Ане Добеш - Вождовац
- Анке Матић (Земун) - Земун
- Анке Матић - Палилула
- Анке Франк - Палилула
- Анте Богићевића - Звездара
- Антона Ашкерца - Чукарица
- Антона Клеменчића - Земун
- Аписова - Звездара, (стари назив Игманска 1. прилаз)
- Арадска - Звездара
- Аранђеловачка - Вождовац
- Ариљска - Звездара
- Архиепископа Данила - Палилула
- Арчибалда Рајса - Чукарица
- Астрономска - Звездара
- Атинска - Савски венац
- Аугуста Цесарца - Савски венац
- Аугуста Шеное - Палилула
- Ауто-пут Београд Ниш - Земун
- Ауто-пут Београд Нови Сад - Земун
- Аце Јоксимовића - Чукарица
- Аџине ливаде - Раковица

|  |  |  |  |  |  |  |  |  |  |  |  |  |  |  |  |  |  |  |  |  |  |  |  |  |  |  |  |  |  |

## Б
- Бојчинска - Земун
- Улица баба Вишњина (Београд)- Врачар
- Багремова - Вождовац
- Бајдина - Звездара
- Баје Секулића (Мали мокри луг) - Звездара
- Бајронова - Вождовац
- Бакарска - Вождовац
- Бакићева - Вождовац
- Балканска - Стари град
- Балтичка - Нови Београд
- Балшина - Палилула
- Бана Иваниша - Звездара
- Бана Младена - Звездара
- Банатска - Земун
- Банијска - Земун
- Бановићка - Палилула
- Бањалучка - Вождовац
- Бањичка - Земун
- Бањички венац - Савски венац
- Бањички пут - Раковица
- Бањичких жртава - Савски венац
- Бањска - Звездара
- Барајевска - Вождовац
- Барањска - Земун
- Барутана - Звездара
- Бата Лакина - Палилула
- Батајнички друм - Земун
- Бате Вукановић - Чукарица
- Батутова - Звездара
- Бацетина - Врачар
- Бачванска - Вождовац
- Бачка - Земун
- Бачки Иловик - Земун
- Башадиска - Палилула
- Баштованска - Вождовац
- Бебелова - Вождовац
- Бегејска - Звездара
- Бежанијска - Земун
- Бежанијских илегалаца - Нови Београд
- Беже Албахари - Земун
- Беле воде - Чукарица
- Белимарковићева - Вождовац
- Беличка - Вождовац
- Белог багрема - Чукарица
- Белокрајинска - Звездара
- Белопаланачка - Звездара
- Београдска (Земун) - Земун
- Београдска - Врачар
- Београдског батаљона - Чукарица
- Беодранска - Палилула
- Беранска - Вождовац
- Билећка - Вождовац
- Билце - Звездара
- Биничког - Савски венац
- Бирчанинова - Савски венац
- Бистричка - Палилула
- Битке на Неретви - Палилула
- Битољска - Чукарица
- Бјелановићева - Врачар
- Бјеласичка - Палилула
- Бјеловарска - Вождовац
- Благајска - Звездара
- Благоја Јововића - Земун
- Благоја Марјановића - Моше - Нови Београд
- Благоја Паровића - Чукарица
- Благојевићев пролаз - Раковица
- Блажа Попиводе - Нови Београд
- Бледска - Звездара
- Богдана Болте - Вождовац
- Богдана Велашевића - Чукарица
- Богдана Жерајића - Раковица
- Богдана Поповића - Вождовац
- Богобоја Атанацковића - Вождовац
- Богојављенска - Звездара
- Богољуба Чукића - Чукарица
- Боже Јанковића - Вождовац
- Божидара Аџије (Земун) - Земун, нови назив Др Недељка Ерцеговца
- Божидара Аџије - Врачар, нови назив Радослава Грујића
- Божидара Стојановића - Раковица
- Божићна - Вождовац
- Божице Дивнић - Земун
- Бојанска - Врачар (стари назив Мате Видаковића)
- Бојаџијска - Звездара
- Бокељска - Врачар
- Борачка - Звездара
- Боре Вукмировића - Палилула
- Боре Марковића - Чукарица
- Боре Продановића - Звездара
- Боре Станковића - Врачар
- Боривоја Стевановића - Вождовац, Звездара
- Борисављевићева - Вождовац (стари назив Радоја Дакића)
- Борислава Пекића - Врачар (стари назив Малајничка)
- Борова - Чукарица
- Борчанска - Земун
- Босанска (Земун) - Земун
- Босанска 1. прилаз - Звездара
- Босанска - Звездара
- Босе Милићевић - Вождовац
- Босе Цветић - Звездара
- Босутска (Земун) - Земун
- Босутска - Звездара
- Ботићева - Савски венац
- Бохињска - Звездара
- Бохорска - Раковица
- Боце и Јакше - Нови Београд
- Бошка Бухе - Палилула
- Бошка Вребалова - Стари град, нови назив Генерала Лешјанина
- Бошка Палковљевића - Звездара
- Бошка Петровића - Савски венац
- Бране Ћосића - Вождовац
- Браничевска - Врачар
- Бранка Булата - Вождовац
- Бранка Гавела - Вождовац
- Бранка Ђоновића - Савски венац
- Бранка Крсмановића - Звездара
- Бранка Миљковића - Палилула
- Бранка Момирова - Палилула
- Бранка Пешића - Земун (стари назив Далматинска)
- Бранка Плећаша - Земун
- Бранка Цветковића - Чукарица
- Бранка Шотре - Чукарица
- Бранкова - Савски венац
- Браће Абафи - Земун
- Браће Амар - Звездара
- Браће Барух - Стари град
- Браће Грим - Палилула
- Браће Јерковић - Вождовац
- Браће Југовића - Стари град
- Браће Ковач - Вождовац
- Браће Крсмановић - Савски венац
- Браће Ламијер - Чукарица
- Браће Маринковић - Раковица
- Браће Миладинов - Звездара
- Браће Недић - Врачар
- Браће Радовановића - Врачар
- Браће Рибникар - Звездара
- Браће Срнић - Вождовац, Звездара
- Браће Тодоровић - Звездара
- Браће Фогл - Земун
- Браће Шкеровића - Чукарица
- Брацана Брацановића - Вождовац
- Брачка - Звездара
- Брдовита - Чукарица
- Брдска - Вождовац
- Брегалничка - Звездара
- Бреговита - Земун
- Бреза - Чукарица
- Брехтова - Чукарица
- Брзакова - Савски венац
- Бродарска - Нови Београд
- Брсјачка - Звездара
- Буда Будисављевића - Земун
- Будванска - Звездара
- Буде Томовића - Чукарица
- Будимска - Стари град
- Будманијева - Звездара
- Буковичка - Вождовац
- Букурешка - Звездара
- Булевар Зорана Ђинђића - Нови Београд, (стари назив Булевар АВНОЈ-а)
- Булевар Арсенија Чарнојевића - Нови Београд
- Булевар Војводе Бојовића - Стари град
- Булевар Војводе Мишића - Савски венац
- Булевар Војводе Путника - Савски венац
- Булевар деспота Стефана - Стари град (стари назив 29. новембра)
- Булевар ЈНА (Врачар) - Врачар, нови назив Булевар ослобођења
- Булевар ЈНА (Савски венац) - Савски венац, нови назив Булевар ослобођења
- Булевар ЈНА - Вождовац, нови назив Булевар ослобођења
- Булевар Мира - Савски венац, нови назив Булевар кнеза Александра Карађорђевића
- Булевар Михајла Пупина - Нови Београд (стари назив Булевар Лењина)
- Булевар Николе Тесле - Нови Београд
- Булевар краља Александра - Звездара (стари назив Булевар Револуције)
- Булевар ослобођења (Врачар) - Врачар (стари назив Булевар ЈНА)
- Булевар ослобођења (Савски венац) - Савски венац (стари назив Булевар ЈНА)
- Булевар ослобођења - Вождовац (стари назив Булевар ЈНА)
- Булевар уметности - Нови Београд
- Булевар Франше д’Епереа - Савски венац
- Булевар цара Душана (Земун) - Земун
- Булевар цара Душана - Стари град
- Булевар Црвене армије - Врачар, нови назив Јужни булевар
- Бургерових - Земун
- Буљубашина вода - Звездара

|  |  |  |  |  |  |  |  |  |  |  |  |  |  |  |  |  |  |  |  |  |  |  |  |  |  |  |  |  |  |

## В
- Вајара Ђоке Јовановића - Савски венац
- Вајара Живојина Лукића - Нови Београд
- Валтазара Богићевића - Савски венац
- Ваљевска - Чукарица
- Ванђела Томе - Вождовац
- Варваринска - Вождовац
- Вардарска - Врачар
- Варешка - Раковица
- Варовничка - Звездара
- Васе Пелагића (Земун) - Земун
- Васе Пелагића - Савски венац
- Васе Стајића - Чукарица
- Васе Чарапића - Стари град добила име по Васи Чарапићу
- Василија Василијевића - Земун
- Василија Гашеће - Савски венац
- Василија Ђуровића - Вака - Нови Београд
- Василија Ђуровића Жарког - Вождовац
- Василија Ивановића - Чукарица
- Ватрослава Јагића - Звездара
- Ватрослава Лисинског - Палилула
- Веле Нигринове - Врачар
- Велебитска - Звездара
- Велемајстора Боре Костића - Нови Београд
- Велизара Косановића - Звездара
- Велизара Станковића - Раковица
- Велике степенице - Стари град
- Великоморавска - Звездара
- Велимира Рајића - Звездара
- Велимира Теодоровића - Врачар
- Велисава Вуловића - Савски венац
- Веље Миљковић - Палилула
- Вељка Дугошевића - Звездара
- Вељка Лукића Курјака - Савски венац
- Вељка Милићевића - Вождовац
- Вељка Петровића - Чукарица
- Венизелосова - Стари град (стари назив Ђуре Ђаковића део од Француске до сквера Цариградске и Војводе Добрњца
- Венчачка - Чукарица
- Вере Димитријевић - Земун
- Весларска - Земун
- Веслина Маслеше - Вождовац
- Веспучијева - Нови Београд
- Ветерничка - Савски венац
- Видака Марковића - Вождовац
- Видаковићева - Чукарица
- Видиковачки венац - Раковица (стари назив Партизанска)
- Видовданска - Врачар
- Видска - Вождовац
- Византијска - Звездара
- 7. српске бригаде 1. део - Звездара
- 7. српске бригаде 2. део - Звездара
- 7. српске бригаде - Звездара
- Виктора Бубња - Земун
- Виктора Игоа - Савски венац
- Виктора Новака - Нови Београд
- Вилијама Џонса - Нови Београд
- Вилине воде - Стари град
- Вијетнамска - Земун
- Виловског - Врачар
- Винарска - Вождовац
- Виноградска (Мали мокри луг) - Звездара
- Виноградска (Нови Београд) - Нови Београд
- Виноградска 1. прилаз - Звездара
- Виноградска - Вождовац
- Виноградски венац - Чукарица
- Винодолска - Чукарица
- Вињаге - Звездара
- Випавска - Звездара
- Вирпазарска - Звездара
- Висока (Земун) - Земун
- Висока - Чукарица
- Високог Стевана - Стари град
- Витановачка - Вождовац
- Витезова Карађорђеве звезде - Звездара
- Вишевачка - Раковица
- Вишеградска - Савски венац
- Вишка - Врачар
- Вишњићева - Стари град
- Вишњичка - Палилула
- Вјекослава Ковача - Звездара
- Владе Зечевића - Врачар нови назив Ивана Ђаје
- Владе Обрадовића - Земун
- Владете Ковачевића - Савски венац
- Владете Поповића Пинецког - Вождовац
- Владетина - Палилула
- Владимира Гачиновића - Савски венац
- Владимира Гортана (Земун) - Земун
- Владимира Гортана - Звездара
- Владимира Дворниковића - Звездара
- Владимира Дујића - Чукарица
- Владимира Карића - Врачар
- Владимира Матијевића - Чукарица
- Владимира Назора - Нови Београд
- Владимира Нешића - Стари град
- Владимира Поповића - Нови Београд
- Владимира Радовановића - Чукарица
- Владимира Роловића - Чукарица
- Владимира Томановића - Вождовац
- Владимира Ћопића - Чукарица
- Владимира Ћоровића - Звездара
- Влајковићева - Стари град
- Власеничка - Палилула
- Влаха Буковца - Вождовац
- Влашићка - Палилула
- Водице - Раковица
- Водоводска 1. део - Чукарица
- Водоводска 10. део - Чукарица
- Водоводска 11. део - Чукарица
- Водоводска 12. део - Чукарица
- Водоводска 2. део - Чукарица
- Водоводска 3. део - Чукарица
- Водоводска 4. део - Чукарица
- Водоводска 5. део - Чукарица
- Водоводска 6. део - Чукарица
- Водоводска 7. део - Чукарица
- Водоводска 8. део - Чукарица
- Водоводска - Чукарица
- Војводе Бачевића - Вождовац
- Војводе Блажете - Звездара
- Војводе Богдана - Звездара
- Војводе Бојовића - Звездара
- Војводе Бране - Звездара
- Војводе Влаховића - Вождовац
- Војводе Вука - Палилула
- Војводе Добрњца - Палилула и Стари град
- Војводе Довезенског - Звездара
- Војводе Дојчин - Савски венац
- Војводе Драгомира - Врачар
- Војводе Миленка - Савски венац
- Војводе Мицка Крстића - Палилула
- Војводе Момчила - Звездара
- Војводе Петка - Врачар
- Војводе Пријезде - Вождовац
- Војводе Саватија - Звездара
- Војводе Симе Поповића - Звездара
- Војводе Скопљанца - Вождовац
- Војводе Степе - Вождовац
- Војводе Танкосића - Врачар
- Војводе Тозе - Вождовац
- Војводе Хрвоја - Врачар (стари назив Драгана Павловића)
- Војводе Шупљикца - Врачар (стари назив Жарка Зрењанина)
- Војвођанска (Земун) - Земун
- Војвођанска - Нови Београд
- Воје Вељковића - Звездара
- Воје Радића - Вождовац
- Војислава Вучковића - Савски венац
- Војислава Илића (Врачар) - Врачар
- Војислава Илића (Звездара) - Звездара
- Војислава Илића - Вождовац
- Војна пошта - Чукарица
- Војводе Ђуровића - Вождовац
- Војводе Шупљикца - Врачар
- Волгина - Звездара
- Вороњешка - Вождовац
- Воћарска - Вождовац
- Вранићка - Палилула
- Врањска - Звездара
- Врачарска - Вождовац
- Врбничка - Раковица
- Врњачка - Савски венац
- Вртларска - Земун
- Врчинска - Вождовац
- Вршачка - Земун
- Вука Врчевића - Палилула
- Вука Караџића - Стари град
- Вука Мандушића - Вождовац
- Вукасовићева 1. део - Раковица
- Вукасовићева 2. део - Раковица
- Вукасовићева 3. део - Раковица
- Вукасовићева - Раковица
- Вукице Митровић - Врачар(Стари назив Златиборска(1896-1946))
- Вукова - Земун
- Вуковарска - Савски венац
- Вучедолска - Врачар
- Вучитрнска - Савски венац
- Вучићев пролаз - Звездара

|  |  |  |  |  |  |  |  |  |  |  |  |  |  |  |  |  |  |  |  |  |  |  |  |  |  |  |  |  |  |

## Г
- Гаврила Принципа (Земун) - Земун
- Гаврила Принципа - Савски венац
- Гајева (Земун) - Земун
- Гајева - Звездара
- Галипољска - Чукарица
- Гамзиградска - Звездара
- Гандијева - Нови Београд
- Гардијска - Савски венац
- Гардошка - Земун
- Гарибалдијева (Земун) - Земун
- Гарибалдијева - Вождовац
- Гарсије Лорке - Палилула
- Гастона Гравијеа - Врачар
- Гвоздићева - Звездара
- Генерал Живка Павловића - Савски венац
- Генерала Анриса - Вождовац, нови назив Генерала Анрија
- Генерала Анрија - Вождовац (стари назив Генерала Анриса)
- Генерала Арачића - Палилула
- Генерала Васића - Савски венац
- Генерала Жданова - Савски венац
- Генерала Заха - Звездара
- Генерала Лешјанина - Стари град (стари назив Бошка Вребалова)
- Генерала Махина - Стари град, нови назив Миће Поповића
- Генерала Михајла Живковића - Звездара
- Генерала Михајла Недељковића - Нови Београд
- Генерала Никодија Стефановића - Савски венац
- Генерала Рајовског - Врачар
- Генерала Рашића - Вождовац
- Генерала Саве Грујића - Савски венац
- Генерала Хорватовића - Врачар
- Генерала Чернајева - Савски венац
- Генерала Штурма - Савски венац
- Гершићева - Звездара
- Гетеова - Земун
- Геце Кона - Звездара (стари назив Златиборска 1. прилаз)
- Главна - Земун
- Гламочка (Мали мокри луг) - Звездара
- Гламочка 1. прилаз - Звездара
- Гламочка - Звездара
- Гласиначка - Вождовац
- Глигорија Возаровића - Вождовац
- Глинска - Земун
- Гојка Стипића - Чукарица
- Голешка - Савски венац
- Голијска - Палилула
- Голсвордијева - Врачар
- Голубачка - Звездара
- Горана Ковачића - Земун
- Горењска - Звездара
- Горичка - Вождовац
- Горничевска - Звездара
- Горња - Вождовац
- Горњачка - Савски венац
- Горњоградска - Земун (стари назив Саве Ковачевића)
- Горњомилановачка - Вождовац
- Госпићка - Звездара
- Господар Јевремова - Стари град
- Господар Јованова - Стари град
- Господара Вучића - Врачар
- Господска - Земун
- Гостиварска - Вождовац
- Гоце Делчева - Земун, Нови Београд, нови назив Булевар маршала Толбухина
- Гоце Делчева - Звездара
- Грагорчићева - Раковица
- Градиштанска - Звездара
- Градиште - Звездара
- Грамшијева - Нови Београд
- Граничарска - Врачар
- Граховска - Врачар
- Грачаничка - Стари град
- Грге Андријановића - Палилула
- Григора Витеза - Чукарица
- Грмечка - Земун
- Гробљанска (Земун) - Земун
- Гробљанска - Звездара
- Грочанска - Врачар
- Гружанска - Врачар
- Грузијска - Вождовац
- Грује Мишковића - Чукарица
- Грчића Миленка - Вождовац
- Грчка - Нови Београд
- Гундулићев венац - Стари град
- Гундулићева (Земун) - Земун
- Гуњак - Вождовац
- Гусињска - Звездара
- Гусларска - Раковица
- Гучевска - Савски венац

|  |  |  |  |  |  |  |  |  |  |  |  |  |  |  |  |  |  |  |  |  |  |  |  |  |  |  |  |  |  |

## Д
- Давида Пајића - Вождовац
- Давидовићева - Земун
- Далматинска - Палилула
- Даљска - Вождовац
- Данијелова - Вождовац
- Данила Бојовића - Вождовац
- Данила Илића - Палилула
- Данила Киша - Врачар
- Данила Лекића Шпанца - Нови Београд
- Данила Медаковића - Земун
- Данила Срдића - Нови Београд
- Данилова - Звездара
- Данице Марковић - Звездара
- Даничерева - Врачар (стари назив Милутина Благојевића)
- Дантеова - Палилула
- Дарвинова - Вождовац
- Даросавачка - Звездара
- Даруварска - Вождовац
- Дебарска - Вождовац
- Девалдова - Земун
- Девојачка - Звездара
- Дедињска - Савски венац
- Дејана Дубајића - Земун
- Дели Радивоја - Вождовац
- Делиградска - Савски венац
- Делијска - Стари град
- Делничка - Звездара
- Десанке Максимовић - Врачар (стари назив Ђуре Салаја)
- Десе Лежајић - Земун
- Десет авијатичара - Звездара
- Дескашева - Звездара
- Десна обала Дунава - Земун
- Деспота Ђурђа (Земун) - Земун
- Деспота Ђурђа - Стари град
- Деспота Угљеше - Вождовац
- Дечанска - Стари град (стари назив Моше Пијаде)
- Децембарска - Вождовац
- Дивчибарска - Звездара
- Диане Будисављевић - Савски венац
- Диане Будисављевић - Сурчин
- Диљска - Палилула
- Димитрија Аврамовића - Чукарица
- Димитрија Давидовића - Звездара
- Димитрија Катића - Звездара
- Димитрија Котуровића - Раковица
- Димитрија Маринковића - Вождовац
- Димитрија Парлића - Звездара
- Димитрија Стаменковића - Вождовац
- Димитрија Туцовића - Звездара
- Димитрије Георгијевића Старика - Нови Београд
- Динарска - Савски венац
- Дипломатска колонија - Савски венац
- Дисова - Савски венац
- Добановачка - Земун
- Добановачки пут - Земун
- Добрачина - Стари град
- Добре Митровића - Палилула
- Добривоја Исаиловића - Вождовац
- Добриновићева - Чукарица
- Добрињска - Стари град
- Добрице Милутиновића - Стари град
- Добрице Ћосића - Стари град
- Добровољачка - Земун
- Добровољних ватрогасаца - Земун
- Добропољска - Савски венац
- Дојранска - Звездара
- Долењска - Звездара
- Долинска - Звездара
- Доловска - Палилула
- Доментијанова - Савски венац
- Донска - Звездара
- Доња - Вождовац
- Доситејева (Земун) - Земун
- Доситејева - Стари град
- Достојевског - Чукарица
- Др Агостина Нета - Нови Београд
- Др Александра Костића - Савски венац
- Др Александра Радосављевића - Палилула
- Др Драге Љочић - Палилула
- Др Драгише Мишовића - Палилула
- Др Драгољуба Сретеновића - Чукарица
- Др Драгослава Поповића - Палилула
- Др Ђорђа Јовановића - Палилула
- Др Зоре Илић - Обрадовић - Звездара
- Др Ивана Рибара - Нови Београд
- Др Изабеле Хатон - Вождовац
- Др Јована Данића - Савски венац
- Др Мила Бошковића - Вождовац
- Др Миливоја Петровића - Раковица
- Др Милоша Пантића - Вождовац
- Др Милоша Радојчића - Земун
- Др Милутина Зечевића - Врачар
- Др Милутина Ивковића - Савски венац
- Др Недељка Ерцеговца - Земун (стари назив Божидара Аџије)
- Др Ненада Паренте - Вождовац
- Др Ника Миљанића - Палилула
- Др Рихарда Буријана - Палилула
- Др Теодора Бороцког - Нови Београд
- Др Хуга Клајна - Нови Београд
- Др. Косте Тодоровића - Савски венац
- Др. Суботића - старијег - Савски венац
- Дравска - Звездара
- Драгана Јефтића - Нови Београд
- Драгана Маузера - Вождовац
- Драгана Павловића - Врачар нови назив Војводе Хрвоја
- Драгана Ракића - Земун
- Драгана Родића - Вождовац
- Драгачевска - Вождовац
- Драге Спасић - Чукарица
- Драгиње Радовановић - Вождовац
- Драгице Кончар - Вождовац
- Драгице Правице - Звездара
- Драгише Брашована - Нови Београд
- Драгише Лапчевића - Звездара
- Драгољуба Ристића - Звездара
- Драгорска - Савски венац
- Драгослава Ђорђевића Гоше - Звездара
- Драгослава Јовановића - Стари град
- Драже Павловића - Палилула
- Драчка - Стари град
- Дрварска - Савски венац
- Дрежничка - Звездара
- Дреновачка - Палилула
- Дриничка - Савски венац
- Дринска (Земун) - Земун
- Дринска - Савски венац
- Дринчићева - Стари град
- Друговачка - Звездара
- Душана Дугалића - Звездара
- Дубљанска - Врачар
- Дубровачка (Земун) - Земун
- Дубровачка - Стари град
- Дувањска - Звездара
- Дукљанинова - Вождовац
- Дунавска (Земун) - Земун
- Дунавска - Стари град
- Дунавски кеј - Стари град
- Дурмиторска - Савски венац
- Душана Богдановића - Врачар, нови назив Патријарха Гаврила
- Душана Бранковића - Чукарица
- Душана Васиљева - Палилула
- Душана Влајића - Чукарица
- Душана Вукасовића (Земун) - Земун
- Душана Вукасовића - Нови Београд
- Душана Јовановића - Вождовац
- Душана Кведера - Чукарица
- Душана Мађарчића Корчагина - Земун
- Душана Поповића - Звездара
- Душана Раденковића - Савски венац
- Душана Радовића - Звездара
- Душана Срезојевића улаз 1 - Вождовац
- Душана Срезојевића улаз 2 - Вождовац
- Душана Срезојевића - Вождовац
- Душановачка - Вождовац

|  |  |  |  |  |  |  |  |  |  |  |  |  |  |  |  |  |  |  |  |  |  |  |  |  |  |  |  |  |  |

## Ђ
- Ђаковачка - Звездара
- Ђакона Авакума - Вождовац
- Ђалинска - Палилула
- Ђевђелијска - Звездара
- Ђердапска - Врачар
- Ђока Војводића - Звездара
- Ђока Ковачевића - Земун
- Ђоке Крстића - Вождовац
- Ђоке Павићевића - Палилула
- Ђорђа Андрејевића Куна - Вождовац
- Ђорђа Вајферта - Врачар (стари назив (Огњена Прице)
- Ђорђа Илића - Звездара
- Ђорђа Јовановића - Стари град
- Ђорђа Кратовца - Вождовац
- Ђорђа Нешића - Палилула
- Ђорђа Огњановића - Чукарица
- Ђорђа Павловића - Звездара
- Ђорђа Тасића - Чукарица
- Ђуке Данић - Звездара
- Ђура Ђапића - Земун
- Ђурђевданска - Вождовац
- Ђуре Даничића - Стари град
- Ђуре Ђаковића (Земун) - Земун
- Ђуре Ђаковића - Палилула део од Француске до Сквера Цариградске и Војводе Добрњца, нови назив Венизелосова
- Ђуре Јакшића - Стари град
- Ђуре Мађерчића - Вождовац
- Ђуре Салаја - Врачар нови назив Десанке Максимовић
- Ђуре Стругара - Стари град
- Ђурићев пролаз - Вождовац
- Ђурићева - Звездара
- Ђушина - Палилула

|  |  |  |  |  |  |  |  |  |  |  |  |  |  |  |  |  |  |  |  |  |  |  |  |  |  |  |  |  |  |

## Е
- Егејска - Нови Београд
- Едварда Грига- Раковица
- Елија Финција - Земун
- Емила Золе - Чукарица
- Емилијана Јосимовића - Стари град
- Емилије Јакшић - Земун
- Есад-пашина - Вождовац

|  |  |  |  |  |  |  |  |  |  |  |  |  |  |  |  |  |  |  |  |  |  |  |  |  |  |  |  |  |  |

## Ж
- Жабљачка - Звездара
- Жана Сибелијуса - Чукарица
- Жанке Стокић - Савски венац
- Жарка Вукотића Пуцара - Чукарица
- Жарка Васиљевића - Чукарица
- Жарка Зрењанина (Земун) - Земун
- Жарка Зрењанина - Врачар нови назив Војводе Шупљикца
- Жарка Мартиновића - Савски венац
- Жарковачка - Чукарица
- Жарковачки брег - Чукарица
- Железничка (Земун) - Земун
- Железничка - Савски венац
- Живка Давидовића - Звездара
- Живка Јовановића - Звездара
- Живка Карабиберовића - Звездара
- Живка Н. Бабе - Чукарица
- Живојина Жујовића - Звездара
- Живојина Лазића - Чукарица
- Животе Степановића - Вождовац
- Жикина - Звездара
- Жикице Јовановића - Вождовац
- Житна - Вождовац
- Житомислићка - Чукарица
- Жичка - Врачар
- Жоржа Клемансоа - Стари град
- Жумберачка - Чукарица
- Жупана Властимира - Савски венац
- Жупана Часлава - Савски венац

|  |  |  |  |  |  |  |  |  |  |  |  |  |  |  |  |  |  |  |  |  |  |  |  |  |  |  |  |  |  |

## З
- Забранска - Звездара
- Забрђанска - Звездара
- Заводска - Вождовац
- Заге Маливук (Крњача) - Палилула
- Заге Маливук - Звездара
- Загорска - Земун
- Заграђе - Звездара
- Задругарска - Земун
- Зајечарска - Савски венац
- Зајцова - Вождовац
- Западно шеталиште - Звездара
- Заплањска - Вождовац
- Зарија Вујошевића - Нови Београд
- Захумска - Звездара
- Звездарска - Звездара
- Звечанска - Савски венац
- Зворничка - Савски венац
- Здравка Јовановића - Чукарица
- Здравка Челара - Палилула
- Зеке Буљубаше - Звездара
- Зеленгорска - Земун
- Зелени венац - Савски венац
- Зелено брдо - Звездара
- Зеленогорска - Звездара
- Земунска (Нови Београд) - Нови Београд
- Земунска - Звездара
- Земунски пут - Нови Београд
- Зеничка - Палилула
- Зетска - Стари град
- Зидарска - Звездара
- Зимоњићева - Чукарица
- Зларинска - Вождовац
- Златиборска (Земун) - Земун
- Златиборска 1. прилаз - Звездара ново име Геце Кона
- Златиборска - Звездара
- Златка Шнајдера - Вождовац
- Змај Јовина (Земун) - Земун
- Змај Јовина - Стари град део од ул. Васе Чарапића до Дунавске нови назив Кнегиње Љубице
- Змај Огњена Вука - Савски венац
- Змаја од Ноћаја - Стари град
- Змајевац - Чукарица
- Змајевачка - Чукарица
- Зорина - Чукарица
- Зорице Божовић - Вождовац
- Зрењанински пут - Палилула
- Зрмањска - Чукарица

|  |  |  |  |  |  |  |  |  |  |  |  |  |  |  |  |  |  |  |  |  |  |  |  |  |  |  |  |  |  |

## И
- Ибарска - Вождовац
- Ибрахима Бабовића - Вождовац
- Иван - Бегова - Стари град
- Ивана Градника - Звездара
- Ивана Ђаје - Врачар (стари назив Владе Зечевића)
- Ивана Мажуранића - Земун
- Ивана Марковића-Ирца - Нови Београд
- Ивана Милутиновића (Земун) - Земун
- Ивана Милутиновића - Врачар (садашњи назив Кнегиње Зорке)
- Ивана Мичурина - Раковица
- Ивана Радовића - Звездара (стари назив Игманска 3. прилаз)
- Ивана Цанкара - Земун
- Иванке Маучевић - Вождовац
- Ивановачка - Палилула
- Иве Маринковића - Звездара
- Ивићева - Земун
- Ивице Девчића - Чукарица
- Иво Лоле Рибара - Чукарица
- Игманска (Земун) - Земун
- Игманска (Калуђерица) - Звездара
- Игманска 1. прилаз - Звездара, нови назив Аписова
- Игманска 2. прилаз - Звездара, нови назив Јована Ердељановића
- Игманска 3. прилаз - Звездара, нови назив Ивана Радовића
- Игманска - Звездара
- Игњата Јоба - Вождовац
- Идворска - Палилула
- Идријска - Звездара
- Иђошка - Палилула
- Изворска - Чукарица
- Излетничка - Вождовац
- Излетнички пут - Нови Београд
- Илије Гарашанина - Палилула
- Илије Ђуричића - Чукарица
- Илије Петровића - Вождовац
- Илије Рогулића - Земун
- Илије Стојадиновића - Чукарица
- Илинденска - Звездара
- Илирска - Палилула
- Иличићева - Савски венац
- Имотска - Вождовац
- Индире Ганди - Вождовац
- Интернационалних бригада - Врачар
- Исидоре Секулић - Вождовац
- Исмета Мујезиновића - Нови Београд
- Истарска - Савски венац
- Источно селиште - Звездара
- Ичкова - Чукарица
- Иштвана Лакија - Чукарица

|  |  |  |  |  |  |  |  |  |  |  |  |  |  |  |  |  |  |  |  |  |  |  |  |  |  |  |  |  |  |

## Ј
- Јабланичка - Звездара
- Јабланичка - Чукарица
- Јабука - Вождовац
- Јабучка - Палилула
- Јадранска - Врачар
- Јакуба Кубуровића - Земун
- Јакшићева - Земун
- Јана Колара - Чукарица
- Јанка Веселиновића - Врачар
- Јанка Јанковића - Вождовац
- Јанка Лисјака (Земун) - Земун
- Јанка Лисјака - Врачар, нови назив Метохијска
- Јанка Мишића - Чукарица
- Јанка Премрла Војка - Савски венац
- Јанка Чмелика - Земун
- Јанковић Стојана - Раковица
- Јасеничка - Вождовац
- Јасенички пролаз - Вождовац
- Јасенова - Чукарица
- Јасмина - Вождовац
- Јастребачка - Палилула
- Јастребовљева - Чукарица
- Јахоринска - Палилула
- Јаше Игњатовића - Вождовац
- Јаше Продановића - Палилула
- Јеврејска - Стари град
- Јеврема Грујића - Савски венац
- Једанаесте крајишке дивизије - Раковица
- Једранска - Звездара
- Јездићева - Савски венац
- Јелене Ћетковић - Стари град
- Јеленка Михајловића - Палилула
- Јеленов жлеб - Чукарица
- Јелисавете Начић - Стари град (стари назив Павла Папа, пре тога Римска)
- Јенкова - Звездара
- Јернеја Копитара - Земун
- Јерусалимска - Звездара
- Јефимијина - Звездара
- Јиречекова - Врачар
- Јоакима Вујића - Савски венац
- Јоакима Раковца - Вождовац
- Јована Бијелића - Вождовац
- Јован Суботића - Земун
- Јована Авакумовића - Палилула
- Јована Бијелића - Вождовац
- Јована Гајгера - Вождовац
- Јована Дучића - Чукарица
- Јована Ђаје - Звездара
- Јована Ердељановића - Звездара (стари назив Игманска 2, прилаз)
- Јована Жујовића - Савски венац
- Јована Исаиловића - Палилула
- Јована Микића - Чукарица
- Јована Поповића - Вождовац
- Јована Рајића - Врачар
- Јована Ристића - Савски венац
- Јована Стојисављевића - Земун
- Јована Суботића - Вождовац
- Јована Трајковића - Земун
- Јованичка - Вождовац
- Јованке Радаковић - Звездара
- Јове Илића - Вождовац
- Јовијанова - Звездара
- Јозе Шћурле - Земун
- Јонска - Нови Београд
- Јоргована - Вождовац
- Јосипа Дебељака - Чукарица
- Јосипа Славенског - Вождовац
- Јосипа Шенера - Земун
- Јосифа Маринковића - Савски венац
- Јосифа Мариновића - Савски венац
- Јоце Јовановића - Савски венац
- Јошаничка - Вождовац
- Југословенска - Чукарица
- Југ Богданова - Савски венац
- Јужна - Вождовац
- Јужни булевар - Врачар (стари назив Булевар Црвене армије)
- Јужноморавске бригаде - Вождовац
- Јунска - Вождовац
- Јуре Керошевића - Палилула
- Јурија Гагарина - Нови Београд
- Јурија Ракитина - Земун
- Јурице Рибара - Чукарица
- Јухорска - Палилула

|  |  |  |  |  |  |  |  |  |  |  |  |  |  |  |  |  |  |  |  |  |  |  |  |  |  |  |  |  |  |

## К
- Кабларска - Савски венац
- Кавадарска - Савски венац
- Кадињачка - Чукарица
- Кајмакчаланска - Звездара
- Кајухова - Палилула
- Какањска - Раковица
- Каленићева - Врачар
- Калничка - Вождовац
- Каловита - Палилула
- Каменарска - Вождовац
- Каменичка - Савски венац
- Каменогорска - Звездара
- Камчатска - Палилула
- Канарево брдо - Раковица
- Капетан Мишина - Стари град
- Капетана Завишића - Вождовац
- Капетана Милоша Жуњића - Звездара
- Капетана Миодрага Милетића - Вождовац
- Капетана Поповића - Чукарица
- Капетана Радича Петровића - Земун
- Карађорђев трг - Земун
- Карађорђева (Земун) - Земун
- Карађорђева - Стари град, Савски венац
- Караматина - Земун
- Карла Лукача - Вождовац
- Карловачка (Земун) - Земун
- Карловачка - Врачар
- Карнеџијева - Палилула
- Карпатска - Палилула
- Карпошева - Чукарица
- Катанићева - Врачар
- Катарине Богдановић - Чукарица
- Катарине Ивановић - Вождовац
- Катарине Миловук - Звездара
- Катићева - Савски венац
- Каћанског - Савски венац
- Качаничка - Савски венац
- Качерска - Вождовац
- Качићева - Звездара
- Кашиковићева - Вождовац
- Кварнерска - Савски венац
- Кедрова - Чукарица
- Кеј ослобођења - Земун
- Кестенова - Чукарица
- Кијевска - Чукарица
- Кирила Савића - Вождовац
- Кировљева - Чукарица
- Кичевска - Врачар
- Кладовкса - Звездара
- Кланачка 2. део - Звездара
- Кланичка 1. део - Звездара
- Кланичка стара - Звездара
- Клаоничка - Земун
- Кларе Цеткин - Нови Београд
- Кнежопољска - Стари град
- Кнеза Александра Карађорђевића 1. део-Вождовац
- Кнеза Александра Карађорђевића 2. део-Савски венац
- Кнез Данилова - Палилула (стари назив Тежачка)
- Кнез Милетина - Стари град
- Кнез Михајлова - Стари град
- Кнеза Богосава - Вождовац
- Кнеза Вишеслава - Чукарица
- Кнеза Милоша - Савски венац
- Кнеза од Семберија - Врачар
- Кнеза Симе Марковића - Стари град
- Кнеза Трпимира - Звездара
- Книнска - Звездара
- Книћанинова - Стари град
- Кнегиње Зорке - Врачар (стари назив Ивана Милутиновића)
- Кнегиње Љубице- Стари град (стари назив Змај Јовина, део од Васе Чарапића до Дунавске)
- Књажевачка - Звездара
- Ковача Ј. Петровића - Земун
- Ковачева - Звездара
- Ковачка - Вождовац
- Ковинска - Палилула
- Козара - Савски венац
- Козарчева - Звездара
- Козачинског - Чукарица
- Козјачка - Савски венац
- Коканова - Вождовац
- Коларска - Звездара
- Коларчева - Стари град
- Колашинска - Вождовац
- Коледарска - Звездара
- Колонија - Вождовац
- Колубарска - Вождовац
- Колумбова - Нови Београд
- Комнен Барјактара - Стари град
- Комовска - Чукарица
- Конављанска - Савски венац
- Кондина - Стари град
- Константина Филозофа - Вождовац
- Коњух планине - Палилула
- Копаоничка - Чукарица
- Коперникова - Палилула
- Копитарева градина - Стари град
- Кордунашка (Земун) - Земун
- Кордунашка - Звездара
- Кореничка - Вождовац
- Корибизијеова - Земун
- Корнатска - Палилула
- Корнелија Станковића - Врачар
- Корушка - Земун
- Косанчићев венац - Стари град
- Космајска - Чукарица
- Космајски пролаз - Стари град
- Косовке девојке - Стари град
- Косовска (Земун) - Земун
- Косовска - Стари град
- Косовских божура - Вождовац
- Косте Абрашевића - Звездара
- Косте Војиновића - Савски венац
- Косте Главинића - Савски венац
- Косте Драгићевића - Земун
- Косте Живковића - Раковица
- Косте Јовановића - Вождовац
- Косте Новаковића - Звездара
- Косте Рацина - Савски венац
- Косте Стојановића - Стари град
- Косте Таушановића - Звездара
- Косте Трифковића - Звездара
- Костолачка - Вождовац
- Котешки пут - Палилула
- Которска - Чукарица
- Коче Капетана - Врачар
- Коче Поповића - Савски венац
- Кошутњачка - Раковица
- Крагујевачка (Земун) - Земун
- Крагујевачка - Звездара
- Крагујевачких ђака - Вождовац
- Крајишка (Земун) - Земун
- Крајишка - Савски венац
- Крајишких бригада - Чукарица
- Краља Бодина - Вождовац
- Краља Владимира - Вождовац
- Краља Вукашина - Савски венац
- Краља Драгутина - Палилула
- Краља Милана - Врачар
- Краља Милана - Стари град (стари назив Српских владара)
- Краља Милутина - Врачар
- Краља Остоје - Вождовац
- Краља Петра - Стари град
- Краљевачка - Вождовац
- Краљевачких жртава - Чукарица
- Краљевића Марка - Савски венац
- Краљице Ане - Савски венац
- Краљице Јелене - Раковица
- Краљице Катарине - Чукарица
- Краљице Марије - Палилула
- Краљице Наталије - Стари град, Савски венац (стари назив Народног фронта)
- Крањска - Земун
- Кречанска - Чукарица
- Криволачка - Вождовац
- Крижанићева - Звездара
- Критска - Звездара
- Кронштатска - Савски венац
- Крста Бајића - Вождовац
- Крсте Сретеновића - Чукарица
- Крстурска - Палилула
- Кружна - Вождовац
- Кружни пут (Браће Јерковић) - Вождовац
- Кружни пут (Мали мокри луг) - Звездара
- Кружни пут (Медаковић) - Вождовац
- Кружни пут 5 - Вождовац
- Кружни пут 6 - Вождовац
- Кружни пут - Вождовац
- Крунска - Врачар (стари назив Пролетерских бригада)
- Крупањска - Савски венац
- Крушарска - Вождовац
- Крушевачка - Вождовац
- Крушедолска - Врачар
- Кубанска - Звездара
- Кукурузова - Вождовац
- Кулина Бана - Звездара
- Кумановска (Земун) - Земун
- Кумановска - Врачар
- Кумодрашка - Вождовац
- Купрешка - Земун
- Купска - Звездара
- Курсулина - Врачар
- Куршумлијска - Савски венац

|  |  |  |  |  |  |  |  |  |  |  |  |  |  |  |  |  |  |  |  |  |  |  |  |  |  |  |  |  |  |

## Л
- Лабска - Савски венац
- Ладне воде - Звездара
- Ладно брдо - Звездара
- Лазара Аврамовића - Вождовац
- Лазара Кујунџића - Чукарица
- Лазара Мамузића - Земун
- Лазара Саватића - Земун
- Лазара Сочице - Савски венац
- Лазаревачка - Савски венац
- Лазаревачки друм 2. ред - Чукарица
- Лазаревачки друм - Чукарица
- Лазаревићева - Врачар
- Лазе Докића - Звездара
- Лазе Костића - Звездара
- Лазе М. Костића - Земун
- Лазе Лазаревића - Савски венац
- Лазе Пачуа - Стари град
- Лазе Симића - Палилула
- Лазе Стефановића - Палилула
- Ламартинова - Врачар
- Лацковићева - Савски венац
- Левског - Палилула
- Леди Пеџет - Савски венац
- Лединачка - Звездара
- Лењинов булевар - Нови Београд
- Лепеничка - Вождовац
- Лепенског вира - Звездара
- Лепосаве Вујошевић - Чукарица
- Лепосаве Михајловић - Чукарица
- Лесковачка - Вождовац
- Лесновска - Палилула
- Летња - Вождовац
- Ливадска - Звездара
- Ливањска - Звездара
- Лијачка - Вождовац
- Лимска - Вождовац
- Липа - Чукарица
- Липар - Чукарица
- Липетска - Палилула
- Липик - Чукарица
- Липовачка - Звездара
- Листопадна - Вождовац
- Личка (Земун) - Земун
- Личка - Савски венац
- Ловачка - Чукарица
- Ловранска - Звездара
- Лозничка - Врачар
- Локрумска - Звездара
- Лоле Рибара - Стари град, нови назив Светогорска
- Ломина - Савски венац
- Лопудска - Савски венац
- Лошињска доња - Звездара
- Лошињска И прилаз - Звездара
- Лошињска 3 прилаз - Звездара
- Лошињска - Звездара
- Луја Адамича - Нови Београд
- Луке Вукаловића - Звездара
- Лукијана Мушитског - Звездара
- Љермонтова - Вождовац

|  |  |  |  |  |  |  |  |  |  |  |  |  |  |  |  |  |  |  |  |  |  |  |  |  |  |  |  |  |  |

## Љ
- Љешка - Чукарица
- Љуба Вучковића - Вождовац
- Љубе Давидовића - Звездара
- Љубе Дидића - Палилула
- Љубе Ковачевића - Вождовац
- Љубе Недића - Вождовац
- Љубе Стојановића - Палилула
- Љубе Чупе - Вождовац
- Љубе Шерцера - Вождовац
- Љубинке Бобић - Нови Београд
- Љубићка - Вождовац
- Љубице Ивошевић Димитров - Чукарица
- Љубичица - Вождовац
- Љубише Јовановића - Чукарица
- Љубљанска - Звездара
- Љубомира Ивановића - Палилула
- Љубомира Ивковића Шуце - Раковица
- Љубостињска - Врачар
- Људевита Посавског - Вождовац
- Љутице Богдана - Савски венац

|  |  |  |  |  |  |  |  |  |  |  |  |  |  |  |  |  |  |  |  |  |  |  |  |  |  |  |  |  |  |

## М
- Магеланова - Нови Београд
- Маглајска - Савски венац
- Мадридска - Звездара
- Мажуранићева - Вождовац
- Мајаковског - Земун
- Мајданпечка - Чукарица
- Мајданска чукарица - Чукарица
- Мајданска - Чукарица
- Мајевичка - Земун
- Мајке Ангелине - Звездара
- Мајке Јевросиме - Стари град
- Мајке Кујунџића - Звездара
- Мајора Бранка Вукосављевића - Нови Београд
- Мајора Илића - Палилула
- Мајора Јагодића - Савски венац
- Мајора Милана Марнарића - Нови Београд
- Мајска - Вождовац
- Макаријева - Вождовац
- Македонска (Земун) - Земун
- Македонска - Стари град
- Макензијева - Врачар (стари назив Маршала Толбухина)
- Максима Горког - Врачар, Вождовац
- Малајничка - Врачар нови назив Борислава Пекића
- Мале степенице - Стари град
- Малена - Вождовац
- Малешка - Савски венац
- Мали Лесковац - Палилула
- Малог Радојице - Савски венац
- Маљенска - Палилула
- Манакијева - Чукарица
- Манасијева - Савски венац
- Мариборска - Звездара
- Маријане Грегоран пролаз 1. - Палилула
- Маријане Грегоран - Палилула
- Марије Бурсаћ - Земун
- Марина - Палилула
- Маричка - Раковица
- Марјановићева - Звездара
- Марка Кончара Буре - Чукарица
- Марка Лека - Стари град
- Марка Миљанова - Звездара
- Марка Орешковића - Звездара
- Марка Пола - Нови Београд
- Марка Ристића - Нови Београд
- Марка Челебоновића - Нови Београд
- Мартина Лутера Кинга - Земун
- Мартина Палушке - Палилула
- Марулићева - Врачар
- Марчанска - Звездара
- Маршала Бирјузова - Стари град
- Маршала Толбухина - Врачар, нови назив Макензијева
- Матавуљева - Вождовац
- Мате Видаковића - Врачар, нови назив Бојанска
- Мате Јерковића - Чукарица
- Матије Бана - Чукарица
- Матије Вуковића - Нови Београд
- Матије Губца - Раковица
- Матије Иванића - Нови Београд
- Матице српске - Звездара
- Матошева - Вождовац
- Махмута Ибрахимовића - Вождовац
- Мачванска (Земун) - Земун
- Мачванска - Врачар
- Мачков камен - Савски венац
- Медаковићева - Вождовац
- Мерошинска - Звездара
- Метохијска - Земун
- Метохијска - Врачар (стари назив Јанка Лисјака)
- Механичарска - Нови Београд
- Мехмеда Соколовића - Звездара
- Мештровићева - Вождовац
- Мијачка - Вождовац
- Мије Ковачевића - Палилула
- Мије Орешког - Чукарица
- Мике Аласа - Стари град
- Мике Илића - Савски венац
- Мике Митровића - Чукарица
- Миклошићева - Вождовац
- Мила Војиновића - Вождовац
- Мила Мулуновића - Савски венац
- Миладина Поповића - Раковица
- Милана Благојевића Шпанца - Раковица
- Милана Богдановића - Вождовац
- Милана Вујаклије - Нови Београд
- Милана Вукоса - Звездара
- Милана Глигоријевића 1. прилаз - Звездара
- Милана Глигоријевића - Звездара
- Милана Дединца - Чукарица
- Милана Делића - Чукарица
- Милана Егића - Земун
- Милана Жечара - Палилула
- Милана Илића Чиче - Савски венац
- Милана Илића - Звездара
- Милана Јовановића - Чукарица
- Милана Кашанина - Стари град
- Милана Кљајића - Звездара
- Милана Куча - Чукарица
- Милана Миличевића - Звездара
- Милана Миловановића - Чукарица
- Милана Мињаса - Чукарица
- Милана Младеновића - Земун
- Милана Премасунца - Раковица
- Милана Ракића - Звездара
- Милана Распоповића - Вождовац
- Милана Станивуковића - Чукарица
- Милана Степановића Матроза - Земун
- Милана Танкосића - Палилула
- Милана Узелца - Земун
- Милана Шарца - Чукарица
- Миле Димић - Раковица
- Миле Јевтовић - Чукарица
- Миленка Веркића - Земун
- Милентија Поповића - Нови Београд
- Милете Јакшића - Звездара
- Милешевска - Врачар (стари назив Саве Ковачевића)
- Милинка Кушића - Звездара
- Милисава Дакића - Чукарица
- Милисава Ђуровића - Вождовац
- Милића Ракића - Звездара
- Милице Јанковић - Палилула
- Милице Милојковић - Вождовац
- Милице Српкиње - Раковица
- Милице Шуваковић - Земун
- Милке Боснић - Вождовац
- Милке Гргурове - Вождовац
- Милована Глишића - Савски венац
- Милована Јанковића - Вождовац
- Милована Маринковића - Вождовац
- Милована Марковића - Вождовац
- Милована Миловановића - Савски венац
- Милована Челебића - Чукарица
- Милована Шарановића - Вождовац
- Милоја Ђака - Савски венац
- Милоја Закића - Чукарица
- Милоја Павловића - Вождовац
- Милорада Бонџулића - Вождовац
- Милорада Гавриловића - Стари град
- Милорада Јовановића - Чукарица
- Милорада Митровића - Врачар
- Милорада Петровића - Вождовац
- Милорада Умјеновића - Вождовац
- Милорада Шапчанина - Звездара
- Милосава Влајића - Чукарица
- Милоша Зечевића - Звездара
- Милоша Мамића - Земун
- Милоша Матијевића - Мрше - Палилула
- Милоша Матијевића - Звездара
- Милоша Поцерца - Савски венац
- Милоша Савковића - Звездара
- Милоша Свилара - Вождовац
- Милошев Кладенац - Звездара
- Милунке Савић - Вождовац
- Милутина Благојевића - Врачар, нови назив Даничарева
- Милутина Бојића - Стари град
- Милутина Миланковића - Нови Београд
- Милутина Ускоковића - Звездара
- Мине Вукмановић - Звездара
- Мира Попаре - Чукарица
- Миријевска - Звездара
- Миријевски Булевар - Палилула
- Миријевски венац - Звездара
- Миријевско брдо - Палилула
- Мирка Луковића - Звездара
- Мирка Милојковића - Палилула
- Мирка Поштића - Чукарица
- Мирка Томића - Савски венац
- Миросављева - Чукарица
- Мирослава Јовановића - Звездара
- Мирослава Тирша - Земун
- Мирочка - Палилула
- Мирча Ацева - Вождовац
- Мите Ракића - Звездара
- Мите Ружића - Звездара
- Мите Ценића - Вождовац
- Митков кладенац - Звездара
- Митра Бакића - Раковица
- Митровићев пролаз - Врачар
- Митрополита Мраовића - Звездара (стари назив Алексе Дејовића)
- Митрополита Павла Ненадовића - Вождовац
- Митрополита Петра - Палилула
- Митрополита Стратимировића - Вождовац
- Мића Радаковића - Земун
- Миће Поповића - Стари град (стари назив Генерала Махина)
- Михаила Аврамовића - Савски венац
- Михајла Бандура - Земун
- Михајла Валтровића - Чукарица
- Михаила Богићевића - Савски венац
- Михаила Вукше - Земун
- Михаила Гавриловића - Врачар
- Михаила Ђурића - Вождовац
- Михаила Пупина - Земун
- Михаила Станојевића - Раковица
- Михаила Тодоровић - Звездара
- Михољска - Вождовац
- Мицкијевићева - Вождовац
- Мишарска - Врачар
- Мише Вујића - Палилула
- Мишка Јовановића - Вождовац
- Мишка Крањца - Раковица
- Млавкса - Звездара
- Младе Босне - Врачар
- Младена Митрића - Чукарица
- Младена Стојановића (Земун) - Земун
- Младена Стојановића - Савски венац
- Младеновачка - Чукарица
- Млатишумина - Врачар
- Млинарска - Звездара
- Мојковачка - Чукарица
- Мокрањчева - Савски венац
- Мокролушка (Мали мокри луг) - Звездара
- Мокролушка - Вождовац
- Молерова - Врачар
- Момачка - Звездара
- Моме Станојловића - Раковица
- Момчила Радивојевића - Земун
- Моравичка - Вождовац
- Моравска - Врачар
- Моравске дивизије - Борча
- Морнарска - Земун
- Мословачка - Звездара
- Мосорска - Вождовац
- Мостарска (Земун) - Земун
- Мостарска - Савски венац
- Моше Пијаде - Стари град, нови назив Дечанска
- Мурманска - Звездара
- Мурска - Вождовац
- Мустафе Голубића - Нови Београд
- Мутапова - Врачар
- Мушицког - Земун

|  |  |  |  |  |  |  |  |  |  |  |  |  |  |  |  |  |  |  |  |  |  |  |  |  |  |  |  |  |  |

## Н
- Наде Димић - Земун
- Надежде Петровић - Чукарица
- Наде Наумовић - Вождовац
- Наде Пурић - Звездара
- Наке Спасић - Савски венац
- Намесника Протића - Савски венац
- Народних хероја - Нови Београд
- Народног фронта (Мали мокри луг) - Звездара
- Народног фронта - Стари град, Савски венац, нови назив Краљице Наталије
- Настићева - Чукарица
- Натошевићева - Раковица
- Небојшина - Врачар
- Негована Љубинковића - Земун
- Невесињска - Врачар
- Неде Спасојевић - Нови Београд
- Недељка Гвозденовића - Нови Београд
- Недељка Чабриновића - Чукарица
- Незнаног јунака - Савски венац
- Немањина (Земун) - Земун
- Немањина - Савски венац
- Немировић Данченка - Чукарица
- Неретванска - Звездара
- Неродимска - Звездара
- Нестора Жучног - Вождовац
- Нехруова - Нови Београд
- Нике Стругара 1. прилаз - Чукарица
- Нике Стругара - Чукарица
- Николаја Гогоља - Чукарица
- Николе Беговића - Земун
- Николе Вучете - Чукарица
- Николе Груловића - Звездара
- Николе Добровића - Нови Београд
- Николе Ђурковића - Вождовац
- Николе Карева - Нови Београд
- Николе Мараковића - Раковица
- Николе Миљановића - Вождовац
- Николе Островског - Земун
- Николе Рибарића - Земун
- Николе Совиља - Вождовац
- Николе Спасића - Стари град
- Николе Стаменковића - Врачар
- Николе Стефановића - Врачар
- Николе Стринике - Вождовац
- Николе Тесле - Земун
- Николе Чупића - Звездара
- Никшићка - Вождовац
- Нисефора Ниепса - Чукарица
- Нићифора Дучића - Савски венац
- Нићифора Нинковића - Раковица, Петлово брдо
- Нишавска - Звездара
- Нишка (Земун) - Земун
- Нишка - Врачар
- Нова 501 - Врачар
- Нова 503 - Врачар
- Нова 4 - Врачар, нови назив Томе Максимовића
- Нова 9 - Вождовац
- Нова до Петрињске - Звездара
- Нова до Раљске - Звездара
- Нова Мокролушка - Вождовац
- Нова Скојевска - Раковица
- Новакова - Вождовац
- Новице Церовића - Звездара
- Новобрдска - Звездара
- Новоградска - Земун
- Новопазарска - Врачар (стари назив Симе Милошевића)
- Новосадска - Земун
- Нодилова - Чукарица
- Норвешка - Нови Београд
- Нушићева (Земун) - Земун
- Нушићева - Стари град

|  |  |  |  |  |  |  |  |  |  |  |  |  |  |  |  |  |  |  |  |  |  |  |  |  |  |  |  |  |  |

## Њ
- Његошева (Земун) - Земун
- Његошева - Врачар

|  |  |  |  |  |  |  |  |  |  |  |  |  |  |  |  |  |  |  |  |  |  |  |  |  |  |  |  |  |  |

## О
- Обалских радника - Чукарица
- Обилићев венац - Стари град
- Облаковска - Савски венац
- Обреновачки пут - Чукарица
- Овчарска - Савски венац
- Огњена Прице (Земун) - Земун
- Огњена Прице - Врачар, нови назив Ђорђа Вајферта
- Одабашићева - Чукарица
- Одеска - Звездара
- Озренска - Вождовац
- Октобарска - Вождовац
- Олге Алкалај - Звездара
- Олге Јовановић - Звездара
- Олге Јовичић - Палилула
- Олге Јојић - Вождовац
- Оливерина - Звездара
- Олимпијских бригада - Чукарица
- Омладинска - Савски венац
- Омладинских бригада - Нови Београд
- Оморика - Чукарица
- Онисима Поповића - Звездара
- Опатијска - Звездара
- Орахова - Вождовац
- Ораховачка - Вождовац
- Орачка - Земун
- Орелска - Вождовац
- Орловатска - Палилула
- Орловића Павла - Врачар
- Орловска - Звездара
- Орфелинова - Чукарица
- Осјечка - Чукарица
- Ослободилаца Раковице - Раковица
- Османа Ђикића - Палилула
- Осме црногорске бригаде - Раковица
- Осоговкса - Чукарица
- Острошка - Чукарица
- Отокара Кершованија (Земун) - Земун
- Отокара Кершованија - Вождовац
- Отона Жупанчича - Нови Београд
- Отранска - Нови Београд
- Охридска (Земун) - Земун
- Охридска - Врачар
- Оштрељска - Звездара

|  |  |  |  |  |  |  |  |  |  |  |  |  |  |  |  |  |  |  |  |  |  |  |  |  |  |  |  |  |  |

## П
- Пабла Неруде - Палилула
- Павла Бакића - Звездара
- Павла Лабата - Вождовац
- Павла Маргановића - Земун
- Павла Павловића - Звездара
- Павла Папа - Стари град, нови назив Јелисавете Начић
- Павла Поповића - Звездара (стари назив Падина 3. леви улаз)
- Падејска - Палилула
- Падина улаз 1-10 - Звездара, улаз 10 нови назив Јована Глигоријевића
- Падинска - Палилула
- Пазинска - Вождовац
- Пазовачки пут - Земун
- Паје Адамова - Савски венац
- Паје Јовановића - Звездара
- Пајсијева - Савски венац
- Пакрачка - Палилула
- Палацкова - Савски венац
- Палисадска 1. део - Чукарица
- Палисадска 1. прилаз - Чукарица
- Палисадска 2. део - Чукарица
- Палисадска 2. прилаз - Чукарица
- Палисадска - Чукарица
- Палих бораца 1. прилаз - Звездара
- Палих бораца 2. прилаз - Звездара
- Палих бораца - Звездара
- Палмира Тољатија - Нови Београд
- Палмотићева - Стари град
- Пана Ђукића - Палилула
- Панте Срећковића - Звездара
- Панте Тутунџића - Нови Београд
- Панчевачка - Стари град
- Панчевачки пут - Палилула
- Панчина - Звездара
- Панчићева - Стари град
- Параћинска - Звездара
- Париска - Стари град
- Париске комуне - Нови Београд
- Партизанска (Земун) - Земун
- Партизанска - Раковица, нови назив Видиковачки венац
- Партизанске авијације - Нови Београд
- Партизанске воде - Чукарица
- Партизански пут - Звездара
- Пастерова - Савски венац
- Пастирска - Звездара
- Патријарха Варнаве - Врачар (стари назив Филипа Кљајића)
- Патријарха Гаврила - Врачар (стари назив Душана Богдановића)
- Патријарха Димитрија - Раковица
- Патријарха Јоаникија - Раковица (стари назив Ратка Вујовића Чоче)
- Патриса Лумумбе - Палилула
- Паунова 1. прилаз - Вождовац
- Паунова 2. део - Вождовац
- Паунова - Вождовац
- Пашманска - Вождовац
- Паштровићева - Чукарица
- Пеђе Милосављевића - Нови Београд
- Пека Павловића - Вождовац
- Пека Тепавчевића - Палилула
- Пера Слијепчевића - Палилула
- Пера Ћетковића пролаз - Палилула
- Пера Ћетковића - Палилула
- Пере Велимировића - Раковица
- Пере Вељковића - Звездара
- Пере Поповића - Аге - Чукарица
- Пере Сегединца - Нови Београд
- Пере Тодоровића - Чукарица
- Перистерска - Звездара
- Персиде Миленковић - Савски венац
- Петефијева - Чукарица
- Петков кладенац - Звездара
- Петра Гвојића - Вождовац
- Петра Добровића - Вождовац
- Петра Драпшина (Земун) - Земун
- Петра Драпшина - Чукарица
- Петра Зрињског - Земун
- Петра Јовановића - Земун
- Петра Колендића - Звездара
- Петра Кочића (Земун) - Земун
- Петра Кочића - Врачар
- Петра Лековића - Чукарица
- Петра Лубарде - Чукарица
- Петра Мартиновића - Чукарица
- Петра Мећаве - Чукарица
- Петра Мркоњића - Савски венац
- Петра Палавичинија - Вождовац
- Петра Серафимовића - Земун
- Петра Чајковског - Савски венац
- Петра Шкундрића - Звездара
- Петрињска - Звездара
- Петроварадинска - Вождовац
- Петровачка - Вождовац
- Петроградска - Врачар
- Пећска - Звездара
- Пештерска - Звездара
- Пива Караматијевића - Вождовац
- Пивљанина Баје 2. ред - Савски венац
- Пивљанина Баје 3. ред - Савски венац
- Пивљанина Баје - Савски венац
- Пилота М. Петровића - Раковица
- Пилота Р. Јовановића - Раковица
- Пиљарска - Земун
- Пинкијева - Земун
- Пионирска - Земун
- Пиротска - Вождовац
- Пироћанчева - Вождовац
- Пјера Крижанића - Палилула
- Платана - Чукарица
- Плзењска - Савски венац
- Плитвичка 2. део - Вождовац
- Плитвичка - Вождовац
- Пљевљанска - Звездара
- Пљешевичка - Палилула
- Пограничке чете - Земун
- Подгоричка - Врачар
- Подравска - Вождовац
- Подруговићева - Палилула
- Подујевска - Звездара
- Пожаревачка - Врачар
- Пожешка - Чукарица
- Политова - Врачар
- Пољана - Вождовац
- Поп Лукина - Стари град
- Поп Стојанова - Звездара
- Поречка - Палилула
- Породице Трајковић - Вождовац
- Поручника Спасића и Машере - Чукарица
- Постојнска - Палилула
- Поток - Вождовац
- Поточка - Звездара
- Похорска - Нови Београд
- Права - Вождовац
- Праховска - Савски венац
- Прашка - Чукарица
- Прве пруге - Земун
- Прве шумадијске бригаде - Раковица
- Првомајска (Земун) - Земун
- Првомајска (Мали мокри луг) - Звездара
- Првомајска (Нови Београд) - Нови Београд
- Првомајска 1. прилаз - Звездара
- Првомајска 2. прилаз - Звездара
- Првомајска - Чукарица
- Прегревица - Земун
- Прека - Земун
- Прењска - Звездара
- Прерадовићева (Земун) - Земун
- Прерадовићева - Палилула
- Преспанска - Звездара
- Прешевска - Звездара
- Прешернова - Вождовац
- Прибојска - Палилула
- Прибојске степенице - Палилула
- Призренска (Земун) - Земун
- Призренска - Стари град
- Приједорска - Звездара
- Пријепољска - Звездара
- Прилепска - Савски венац
- Прилучка - Вождовац
- Приморска - Палилула
- Примућура Жарка — Чукарица (стари назив Похорског батаљона)
- Приштинска - Чукарица
- Провалијска - Чукарица
- Прозорска - Звездара
- Прокупачка - Савски венац
- Прокупачко сокаче 1-3 - Савски венац
- Пролетерске солидарности - Нови Београд
- Пролетерских бригада - Врачар, нови назив Крунска
- Пролећна - Вождовац
- Проломска - Вождовац
- Проминска - Палилула
- Проте Ђурића - Звездара
- Проте Матеје - Врачар
- Проте Милана Смиљанића - Чукарица
- Птујска - Звездара
- Пуковника Бацића - Савски венац
- Пуковника Пејовића - Вождовац
- Пуковника Пурића - Вождовац
- Пусторечка - Чукарица
- Пут за Аду Хују - Палилула
- Пушкинова - Савски венац
- Пчињска - Вождовац
- Пшеничка - Вождовац

|  |  |  |  |  |  |  |  |  |  |  |  |  |  |  |  |  |  |  |  |  |  |  |  |  |  |  |  |  |  |

## Р
- Рабина Алкалаја - Земун
- Раваничка - Звездара
- Рада Неимара - Вождовац
- Рада Остојића - Вождовац
- Раданска - Савски венац
- Раде Вранешевић - Вождовац
- Раде Драинца - Чукарица
- Раде Кончара (Земун) - Земун
- Раде Кончар|Раде Кончара - Вождовац
- Радивоја Кораћа - Врачар
- Радивоја Марковића - Звездара
- Радивоја Ракоњца - Чукарица
- Радмиле Јовановић Шнајдер - Вождовац
- Радмиле Јовић - Вождовац
- Радмиле Рајковић - Палилула
- Радничка - Земун
- Радничка - Чукарица
- Радних акција - Чукарица
- Радована Драговића - Чукарица
- Радована Симића Циге - Вождовац
- Радована Ћосића - Вождовац
- Радоја Дакића (Земун) - Нови Београд
- Радоја Дакића - Вождовац, нови назив Борисављевићева
- Радоје Домановић|Радоја Домановића (Земун) - Земун
- Радоја Домановића - Звездара
- Радојке Лукић - Звездара
- Радомира Вујовића - Савски венац
- Радомира Марковића - Вождовац
- Радосава Љумовића - Звездара
- Радослава Грујића - Врачар (стари назив Божидара Аџије)
- Рађевска - Вождовац
- Рајачићева - Земун
- Рајићева - Стари град
- Рајка од Расине - Чукарица
- Рајка Ружића - Чукарица
- Раковички пут - Савски венац
- Раљска - Звездара
- Раљско сокаче - Звездара
- Рамска - Звездара
- Ранка Тајсића - Вождовац
- Ранкеова - Врачар
- Радоја Дакића - Земун
- Растка Петровића - Вождовац
- Ратарски пут - Земун
- Ратка Вујовића Чоче (нови назив Патријарха Јоаникија) - Раковица
- Ратка Митровића - Чукарица
- Ратка Павловића - Звездара
- Ратка Ресановића 2. део - Чукарица
- Ратка Ресановића 3. део - Чукарица
- Ратка Ресановића - Чукарица
- Рачког - Палилула
- Рашка Димитријевића - Нови Београд
- Рашка - Савски венац
- Рељина - Стари град
- Рељковићева - Раковица
- Реметинска - Вождовац
- Репишка - Чукарица
- Републичка - Чукарица
- Ресавска, стари назив Generala Ždanova - Savski venac
- Рибарчева - Раковица
- Рибничка - Вождовац
- Риге од Фере - Стари град
- Ријечка - Врачар
- Римска - Вождовац
- Рисанска - Савски венац
- Ристе Вукановића - Звездара
- Ристе Марјановића - Чукарица
- Ристе Стефановића - Вождовац
- Ристин поток - Звездара
- Ровињска - Вождовац
- Родољуба Чолаковића - Савски венац
- Рожајска - Савски венац
- Розе Луксембург - Раковица
- Романа Ролана - Палилула
- Романијска - Земун
- Роспи ћуприја - Палилула
- Ртањска - Звездара
- Руварчева - Палилула
- Рудничка - Врачар
- Рудо - Звездара
- Руђера Бошковића - Звездара
- Ружа - Вождовац
- Руже Јовановић 2. део - Звездара
- Руже Јовановић 3. део - Звездара
- Руже Јовановић - Звездара
- Ружићева - Савски венац
- Рузвелтова - Палилула
- Рујица - Раковица
- Русијанова - Вождовац
- Руска - Земун
- Руска - Савски венац
- Руцовићева - Вождовац

|  |  |  |  |  |  |  |  |  |  |  |  |  |  |  |  |  |  |  |  |  |  |  |  |  |  |  |  |  |  |

## С
- Сава Бурића - Земун
- Саве Јовановића - Вождовац
- Саве Ковачевића (Крњача) - Палилула
- Саве Ковачевића - Врачар, нови назив Милешевска
- Саве Машковића - Вождовац
- Саве Михућа - Земун
- Саве Петковића - Звездара
- Саве Текелије - Врачар
- Саве Шумановића - Вождовац
- Савињска - Звездара
- Савска магистрала - Чукарица
- Савска - Земун
- Савски насип II део - Нови Београд
- Савски насип - Нови Београд
- Савски Трг - Савски венац
- Садика Рамиза - Нови Београд
- Сајмиште - Нови Београд
- Салвадора Аљендеа - Палилула
- Самошка - Палилула
- Санска - Вождовац
- Санџачка - Чукарица
- Сање Живановић - Савски венац
- Сарајевска (Земун) - Земун
- Сарајевска - Савски венац
- Сарачка - Звездара
- Св. Прохора Пчињског - Звездара
- Свемира Јовановића - Вождовац
- Свете Поповића - Палилула
- Свете Симића - Вождовац
- Светислава Цвијановића - Вождовац
- Светоандрејска - Вождовац
- Светог Климента - Звездара
- Светог Марка - Палилула
- Светог Наума - Савски венац
- Светог Николе - Звездара
- Светогорска - Стари град (стари назив Лоле Рибара)
- Светог Саве - Врачар
- Светозара Марковића (Нови Београд) - Нови Београд
- Светозара Марковића - Врачар, Савски Венац
- Светозара Милетића (Земун) - Земун
- Светозара Милетића - Врачар
- Светозара Папића - Земун
- Светозара Радића - Савски венац
- Светозара Ћоровића - Палилула
- Светолика Лазаревића Лазе - Чукарица
- Светолика Ранковића - Врачар
- Светосавска - Земун
- Сврљишка - Палилула
- Северни булевар - Звездара
- Селимира Јефтића - Вождовац
- Сењанина Иве - Стари град
- Сењачка - Савски венац
- Сењска - Земун
- Сердара Јанка Вукотића - Раковица
- Сердар Јола - Савски венац
- Сестара Вуковић - Нови Београд
- Сестара Миловановић - Земун
- Сестара Страин - Земун
- Сибињанин Јанка (Земун) - Земун
- Сибињанин Јанка - Стари град
- Сива стена - Вождовац
- Силвија Крањчевића - Звездара
- Симе Игуманова - Врачар (стари назив Франца Розмана)
- Симе Лукина Лазића - Савски венац
- Симе Милошевића (Земун) - Земун
- Симе Милошевића - Врачар, нови назив Новопазарска
- Симе Шолаје (Земун) - Земун
- Симе Шолаје - Палилула
- Симина - Стари град
- Симићева - Савски венац
- Симонидина - Звездара
- Синђелићева (Земун) - Земун
- Синђелићева - Врачар
- Синише Станковића - Чукарица
- Сињска - Вождовац
- Ситничка - Савски венац
- Сићевачка - Вождовац
- Сјеничка - Врачар
- Скадарска (Земун) - Земун
- Скадарска - Стари град
- Сквер Мире Траиловић - Стари град
- Скендер бегова - Стари град
- Скендера Куленовића - Вождовац
- Скерлићева - Врачар
- Скојевска - Раковица
- Скопљанска (Земун) - Земун
- Скопљанска - Врачар
- Славише Вајнера - Земун
- Славка Колара - Палилула
- Славка Родића - Раковица
- Славка Шландера - Нови Београд
- Славољуба Вуксановића - Раковица
- Славонска - Земун
- Славонских бригада - Чукарица
- Славујев венац - Звездара
- Сланачки пут - Палилула
- Слободана Алигрудића - Чукарица
- Слободана Јовића - Вождовац
- Слободана Лале Берберског - Звездара (стари назив Службени пут)
- Слободана Пенезића Крцуна - Савски венац
- Слободана Перовића - Чукарица
- Слободана Принципа Сеље - Чукарица
- Слободана Принципа - Звездара
- Слободанке Данке Савић - Звездара
- Слободе Трајковић - Вождовац
- Словенска (Земун) - Земун
- Словенска - Савски венац
- Слога - Палилула
- Службени пут - Звездара, ново име Слободана Лале Берберског
- Смедеревска - Палилула
- Сметатина - Савски венац
- Смиљанићева - Врачар
- Снежане Хрепевник - Раковица
- Сокаче - Вождовац
- Сокобањска - Савски венац
- Соколска - Врачар
- Солунска (Земун) - Земун
- Солунска - Стари град
- Солунских бораца - Чукарица
- Сомборска - Земун
- Соње Маринковић - Земун
- Сопоћанска - Звездара
- Спасе Гарде - Звездара
- Спасеновићева - Чукарица
- Спасићев Пролаз - Стари град
- Сплитска (Земун) - Земун
- Сплитска - Вождовац
- Сребреничка - Стари град
- Средачка - Врачар
- Средња - Вождовац
- Сремска (Земун) - Земун
- Сремска (Мали мокри луг) - Звездара
- Сремска - Стари град
- Сремских бораца - Земун
- Сремских одреда - Нови Београд
- Срзентићева - Раковица
- Срнетичка - Палилула
- Српских владара - Стари град, нови назив Краља Милана
- Српских ударних бригада - Раковица
- Станислава Сремчевића - Звездара
- Станиславског - Чукарица
- Станка Опсенице - Чукарица
- Станка Пауновића Вељка - Раковица
- Станка Пауновића - Земун
- Станоја Главаша - Палилула
- Станоја Станојевића - Палилула
- Стара (Земун) - Земун
- Стара - Вождовац
- Стара - Вождовац
- Старе порте - Вождовац
- Стари виногради - Звездара
- Старине Новака - Палилула
- Старца Вујадина (Земун) - Земун
- Старца Вујадина - Звездара
- Старца Милије - Раковица
- Стевана Бракуса - Чукарица
- Стевана Варгаша - Звездара
- Стевана Дукића (Земун) - Земун
- Стевана Дукића - Палилула
- Стевана Ђурђевића - Чукарица
- Стевана Јаковљевића - Вождовац
- Стевана Јовановића - Земун
- Стевана Лилића - Вождовац
- Стевана Лубурића - Чукарица
- Стевана Луковића - Раковица
- Стевана Мусића - Палилула
- Стевана Опачића - Раковица
- Стевана Првовенчаног - Вождовац
- Стевана Сремца - Стари град
- Стевана Филиповића - Чукарица
- Стевана Христића - Палилула
- Стеве Тодоровића - Чукарица
- Стевчина - Чукарица
- Степеничка - Вождовац
- Степојевачка - Вождовац
- Стеријина - Палилула
- Стишка - Звездара
- Стјепана Љубише - Звездара
- Стјепана Филиповића - Савски венац
- Стојана Љубића - Вождовац
- Стојана Матића - Чукарица
- Стојана Новаковића - Палилула
- Стојана Протића - Врачар
- Стојана Ралице - Нови Београд
- Столачка - Савски венац
- Стражарска коса - Звездара
- Стражиловкса - Вождовац
- Страхињића Бана - Стари град
- Страшка Пинџура - Чукарица
- Стрма - Земун
- Стругарска - Чукарица
- Струмичка - Вождовац
- Студенац - Звездара
- Студентска - Нови Београд
- Студентски Трг - Стари град
- Суботичка - Звездара
- Сувоборска - Савски венац
- Сувопланинска - Палилула
- Сувопољска - Палилула
- Сундечићева - Вождовац
- Супилова - Звездара
- Сурдуличка - Савски венац
- Сурчинска - Нови Београд
- Суседградска - Раковица
- Сушачка - Вождовац

|  |  |  |  |  |  |  |  |  |  |  |  |  |  |  |  |  |  |  |  |  |  |  |  |  |  |  |  |  |  |

## Т
- Т-6 - Земун
- Табановачка - Вождовац
- Тавчарева - Раковица
- Тадеуша Кошћушка - Стари град
- Таковска - Стари град
- Тамнавска - Врачар
- Тарска - Вождовац
- Татар Богданова - Звездара
- Творничка - Земун
- Твртка Великог - Вождовац
- Текеришка - Вождовац
- Темишварска - Савски венац
- Тендорина - Звездара
- Теодора Драјзера - Савски венац
- Теодора Чешљара - Палилула
- Теразије - Стари град
- Тесна - Земун
- Тетовска - Вождовац
- Тибора Секеља - Палилула
- Тиквешка - Вождовац
- Тимочка (Земун) - Земун
- Тимочка - Врачар
- Тина Ујевића - Палилула
- Типографска - Вождовац
- Титова - Чукарица
- Тиршова - Савски венац
- Тихомира Вишњевца - Звездара
- Тјентиште - Палилула
- Тодора Дукина - Вождовац
- Тодора од Сталаћа - Стари град
- Толминска - Вождовац
- Толстојева - Савски венац
- Томазеова - Вождовац
- Томаша Јежа - Врачар
- Томашевачка - Палилула
- Томе Максимовића - Врачар (стари назив Нова 4)
- Томе Маретића - Чукарица
- Томе Росандића - Вождовац
- Тонета Томчића - Звездара
- Топаловићева - Звездара
- Топлице Милана - Вождовац
- Топличин Венац - Стари град
- Топличка (Земун) - Земун
- Топличка - Звездара
- Топола - Вождовац
- Тополска - Врачар
- Топчидерска - Савски венац
- Топчидерски венац - Савски венац
- Торлачка - Вождовац
- Тоше Јовановића - Чукарица
- Тошин бунар - Нови Београд
- Травничка - Савски венац
- Трајка Грковића - Палилула
- Трајка Рајковића - Нови Београд
- Трајка Стаменковића - Звездара
- Трг ЈНА - Земун
- Трг Николе Пашића - Стари град
- Трг Славија- Савски венац
- Трг Ослобођења - Савски венац
- Трг Републике - Стари град
- Трг С. Цане Бабовић - Чукарица
- Трговачка - Чукарица
- Требевићка - Чукарица
- Требињска - Вождовац
- Трепчанска - Раковица
- Трећи булевар - Нови Београд
- Трешња - Вождовац
- Трешњиног цвета - Нови Београд
- Тржичка - Звездара
- Триглавска - Палилула
- Трише Кацлеровића - Вождовац
- Трнавска - Звездара
- Трнска (Мали мокри луг) - Звездара
- Трнска - Врачар
- Трнски пролаз - Врачар
- Трогирска - Земун
- Трстењакова - Раковица
- Трубарева - Вождовац
- Трудбеничка - Палилула
- Тршћанска (Земун) - Земун
- Тршћанска - Звездара
- Тургењева - Чукарица

|  |  |  |  |  |  |  |  |  |  |  |  |  |  |  |  |  |  |  |  |  |  |  |  |  |  |  |  |  |  |

## Ћ
- Ћипикова - Звездара
- Ћирила и Методија - Звездара
- Ћуковачки руб - Земун
- Ћуковачка - Земун
- Ћуковачки кут - Земун
- Ћуртово брдо - Звездара
- Ћустендилска - Палилула

|  |  |  |  |  |  |  |  |  |  |  |  |  |  |  |  |  |  |  |  |  |  |  |  |  |  |  |  |  |  |

## У
- Убска - Вождовац
- Угриновачка - Земун
- Удбинска - Чукарица
- Ужичка (Земун) - Земун
- Ужичка - Савски венац
- Уздинска - Палилула
- Узун Миркова - Стари град
- Улица 1. (Блок Бранко Момиров) - Палилула
- Улица 1. (Блок Браћа Марић) - Палилула
- Улица 1. (Блок Грга Андријевић) - Палилула
- Улица 1. (Блок Зага Маливук) - Палилула
- Улица 1. (Блок Саве Ковачевић) - Палилула
- Улица 1. (Блок Сутјеска) - Палилула
- Улица 1. (Партизански блок) - Палилула
- Улица 12. - Палилула
- Улица 2. (Блок Браћа Марић) - Палилула
- Улица 2. (Блок Грга Андријановић) - Палилула
- Улица 2. (Блок Зага Маливук) - Палилула
- Улица 2. (Блок Сутјеска) - Палилула
- Улица 2. (Партизански Блок) - Палилула
- Улица 3. (Блок Браћа Марић) - Палилула
- Улица 3. (Блок Грга Андријановић) - Палилула
- Улица 3. (Блок Зага Маливук) - Палилула
- Улица 3. (Блок Сутјеска) - Палилула
- Улица 3. (Партизански Блок) - Палилула
- Улица 4. (Блок Браћа Марић) - Палилула
- Улица 4. (Блок Грга Андријановић) - Палилула
- Улица 4. (Блок Зага Маливук) - Палилула
- Улица 4. (Блок Сутјеска) - Палилула
- Улица 5. (Блок Браћа Марић) - Палилула
- Улица 5. (Блок Грга Андријановић) - Палилула
- Улица 5. (Блок Сутјеска) - Палилула
- Улица 6. (Блок Браћа Марић) - Палилула
- Улица 6. (Блок Грга Андријановић) - Палилула
- Улица 6. (Блок Сутјеска) - Палилула
- Улица 7. (Блок Браћа Марић) - Палилула
- Улица 7. (Блок Грга Андријановић) - Палилула
- Улица 7. (Блок Сутјеска) - Палилула
- Улица 8. (Блок Браћа Марић) - Палилула
- Улица 8. (Блок Сутјеска) - Палилула
- Улица 8. (Блок Сутјеска) - Палилула
- Улица 80. - Чукарица
- Улица 88. - Чукарица
- Улцињска - Звездара
- Умчарска - Вождовац
- Унска - Вождовац
- Уралска - Палилула
- Урвине - Звездара
- Урвинска - Звездара
- Уроша Предића - Савски венац
- Уроша Тројановића - Звездара
- Ускочка - Стари град
- Ускочко сокаче - Стари град
- Устаничка − Вождовац
- Учитеља Милоша Јанковића - Звездара
- Учитеља Стојана Чоле - Чукарица
- Учитељице Леоните Краус - Вождовац
- Учитељска 1. прилаз - Звездара
- Учитељска 2. прилаз - Звездара
- Учитељска - Звездара
- Ушће - Нови Београд

|  |  |  |  |  |  |  |  |  |  |  |  |  |  |  |  |  |  |  |  |  |  |  |  |  |  |  |  |  |  |

## Ф
- Фабрисова - Савски венац
- Феликса Каница - Звездара
- Филипа Вишњића - Земун
- Филипа Кљајића (Земун) - Земун
- Филипа Кљајића - Врачар, нови назив Патријарха Варнаве
- Филипа Филиповића - Врачар
- Финжгарова - Вождовац
- Фочанска - Звездара
- Франа Левстика - Раковица
- Франца Бевка - Палилула
- Франца Розмана (Земун) - Земун
- Франца Розмана - Врачар, нови назив Симе Игуманова
- Франце Прешерна - Земун
- Француска - Стари град
- Фрање Вулча - Чукарица
- Фрање Клуза - Звездара
- Фрање Крча - Земун
- Фрање Огулинца - Звездара
- Фронтовска - Чукарица
- Фрушкогорска (Земун) - Земун
- Фрушкогорска - Стари град

|  |  |  |  |  |  |  |  |  |  |  |  |  |  |  |  |  |  |  |  |  |  |  |  |  |  |  |  |  |  |

## Х
- Хазарска - Звездара
- Хајдук Станкова - Звездара
- Хајдук Вељков венац - Савски венац
- Хајима Давића - Палилула
- Ханибала Луцића - Вождовац
- Хасанагинице - Раковица
- Хаџи Ђерина - Врачар
- Хаџи Милентијева - Врачар
- Хаџи Мустафина - Звездара
- Хаџи Николе Живковића - Савски венац
- Хаџи Проданова - Врачар
- Хаџи Рувимова - Врачар
- Хварска - Палилула
- Хекторовићева - Звездара
- Хероја Милана Тепића - Савски венац
- Херцег Стјепана - Стари град
- Херцеговачка (Земун) - Земун
- Херцеговачка - Савски венац
- Хиландарска - Стари град
- Хозе Мартија - Палилула
- Хомољска - Палилула
- Хрватска - Палилула
- Хумска - Савски венац
- Хусинских рудара - Палилула
- Хусова - Вождовац

|  |  |  |  |  |  |  |  |  |  |  |  |  |  |  |  |  |  |  |  |  |  |  |  |  |  |  |  |  |  |

## Ц
- Цавтатска - Вождовац
- Цамблакова - Вождовац
- Цанкарева - Вождовац
- Цара Јована Црног - Звездара
- Цара Лазара - Стари град
- Цара Николаја II - Врачар (стари назив 14. децембра)
- Цара Уроша - Стари град
- Царице Милице - Стари град
- Цариградска (некад Ђуре Стругара) - Стари град
- Цветанова ћуприја - Звездара
- Цветна (Земун) - Земун
- Цветна - Вождовац
- Цвећарска - Чукарица
- Цвијићева (Земун) - Земун
- Цвијићева - Палилула
- Цељска - Врачар
- Церова - Чукарица
- Церска (Земун) - Земун
- Церска - Врачар
- Церски венац - Чукарица
- Церски пролаз - Врачар
- Цетињска (Земун) - Земун
- Цетињска - Стари град
- Цинцар Јанкова - Стари град
- Цоцина - Звездара
- Црвена звезда - Звездара
- Црвених храстова - Чукарица
- Црвено барјаче - Чукарица
- Црепајска - Палилула
- Цриквеничка - Вождовац
- Црквиште - Палилула
- Црноборска - Вождовац
- Црногорска (Земун) - Земун
- Црногорска - Савски венац
- Црнојевића - Раковица
- Црноморска - Нови Београд
- Црнотравска (Земун) - Нови Београд
- Црнотравска 2. део - Вождовац
- Црнотравска - Савски венац

|  |  |  |  |  |  |  |  |  |  |  |  |  |  |  |  |  |  |  |  |  |  |  |  |  |  |  |  |  |  |

## Ч
- Чакорска - Савски венац
- Чамџијина - Чукарица
- Чардаклијина - Звездара
- Чарли Чаплина - Палилула
- Чачанска - Звездара
- Чегарска - Звездара
- Чеде Мијатовића - Звездара
- Челебићка - Раковица
- Челопечка - Звездара
- Чернишевског - Врачар
- Чесмица - Звездара
- Четвртог сремског батаљона - Земун
- Чизманска - Вождовац
- Чика Љубина - Стари град
- Чика Мише Ђурића - Палилула
- Чингријина - Звездара
- Чича Илијина - Звездара
- Чича Романијског - Палилула
- Чолак Антина - Савски венац
- Чубрина - Стари град
- Чубурска - Врачар
- Чукаричка - Чукарица
- Чумићева - Стари град
- Чунарска - Земун
- Чучук Станина - Звездара

|  |  |  |  |  |  |  |  |  |  |  |  |  |  |  |  |  |  |  |  |  |  |  |  |  |  |  |  |  |  |

## Џ
- Џона Кенедија- Нови Београд
- Џорџа Вашингтона (Земун) - Земун
- Џорџа Вашингтона - Стари град

|  |  |  |  |  |  |  |  |  |  |  |  |  |  |  |  |  |  |  |  |  |  |  |  |  |  |  |  |  |  |

## Ш
- Шабачка - Звездара
- Шавничка - Чукарица
- Шајкашка (Земун) - Земун
- Шајкашка - Палилула
- Шантићева - Стари град
- Шатор Планине - Палилула
- Шафарикова - Стари град
- Шеварице - Звездара
- Шевина (Земун) - Земун
- Шејкина - Звездара
- Шекспирова - Савски венац
- Шеталиште - Нови Београд
- Шибеничка - Звездара
- Шилерова - Земун
- Школски трг - Звездара
- Шљиварска - Вождовац
- Шолина - Савски венац
- Шпанских бораца - Нови Београд
- Штипска - Савски венац
- Штросмајерова - Земун
- Шумадијска (Земун) - Земун
- Шумадијска - Звездара
- Шумадијски трг - Чукарица
- Шуматовачка - Врачар
- Шупљикчева - Вождовац
- Шчербинова - Чукарица